# Apatura ussurensis
Apatura ussurensis är en fjärilsart som beskrevs av Kurentzov 1937. Apatura ussurensis ingår i släktet Apatura och familjen praktfjärilar. Inga underarter finns listade i Catalogue of Life.